# Design fiction
 (juillet 2019).
Si vous disposez d'ouvrages ou d'articles de référence ou si vous connaissez des sites web de qualité traitant du thème abordé ici, merci de compléter l'article en donnant les références utiles à sa vérifiabilité et en les liant à la section « Notes et références ».
Le design fiction ou design spéculatif, ou encore design critique, est une pratique du design qui consiste à explorer les implications d'évolutions futures. Il peut s'agir de futur probable, possible, ou complètement spéculatif. Contrairement aux démarches classiques du design qui consistent à répondre à une commande et/ou résoudre un problème précis en créant un objet, un service ou une application, l'objectif du design fiction est de matérialiser des scénarios possibles pour ensuite les mettre en débat. Il se rapproche des techniques narratives dites diégétiques dans le sens où il consiste à créer des artefacts exprimant ces futurs afin de les rendre compréhensibles et envisageables. 
Les designers James Auger et Jimmy Loizeau en donnent cette définition : « Speculative design combines informed, hypothetical extrapolations of an emerging technology’s development with a deep consideration of the cultural landscape into which it might be deployed, to speculate on future products, systems and services. » (Le design spéculatif combine des extrapolations hypothétiques et informées du développement d'une technologie émergente avec une conscience profonde du paysage culturel dans laquelle elle pourrait être déployée, afin de réfléchir produits, systèmes et services futurs). 

## Histoire
Le design fiction est lié à la discipline du design spéculatif, lui-même apparenté au design critique. Le terme de "design fiction" a été pour la première fois formulé par Bruce Sterling en 2005 puis développé plus précisément en 2009 par Julian Bleecker dans un essai. 

## Caractéristiques
Le design fiction se nourrit de signaux faibles dans notre quotidien, comme les innovations en matière de technologie ou les tendances culturelles émergentes, puis les extrapole pour construire des visions disruptives de la société. En bousculant le statu quo, cette pratique vise à questionner nos usages, normes, éthiques et valeurs.
Les fictions qu'il construit tendent à s'écarter des visions manichéennes du futur (utopie ou dystopie), et à explorer les zones grises des sujets étudiés. Comme l'explique Fabien Girardin, cofondateur du Near Future Laboratory, "le design fiction ne vise pas vraiment à prédire le futur. C'est un moyen d'appréhender le futur autrement ; un moyen de raconter des histoires d'alternatives et de trajectoires inattendues ; un moyen de discuter un autre type de futur que la bifurcation typique entre l'utopique et le dystopique".

## Méthodologie et processus
Le design fiction est une pratique ouverte et évolutive, que les praticiens s'approprient de diverses manières. On peut cependant relever quelques points méthodologiques courants :
- Les questions "et si... ?"

Le design fiction s'appuie souvent sur la question "et si ?", permettant de s'inscrire d'emblée dans un référentiel propice à la spéculation. Le format interrogatif stimule l'exploration des tendances et des points de friction conduisant à la construction d'un univers fictionnel, dans un présent alternatif ou un futur proche.
- Les prototypes diégétiques

Le scénario spéculatif et l'univers dans lequel il s'inscrit sont rendus tangibles grâce à des outils et méthodes de design qui permettent de concevoir ce que David A. Kirby fut le premier à appeler des "prototypes diégétiques",. L'adjectif diégétique désigne les attributs narratifs du prototype, sa capacité à "raconter un monde" tout en laissant de la place à l'imagination du spectateur. Comme l'explique Julian Bleecker, "les objets de design fiction sont des totems au travers desquels une histoire plus longue peut être racontée, imaginée ou exprimée. Ils sont comme des artefacts d'un autre lieu, nous contant les récits d'autres mondes". 
Ces prototypes constituent des portes d'entrée efficaces pour des sujets complexes et propices à la controverse, comme les technologies numériques, l'Internet des objets, l'informatique ubiquitaire, les biotechnologies, la biologie de synthèse, le transhumanisme, l'intelligence artificielle, le big data ou les algorithmes. Ils permettent de "rendre les choses suffisamment réelles et viscérales pour générer des discussions et prendre des décisions".
- La génération de discussions et de débats

Les objets issus du design fiction peuvent être rendus publics dans des contextes divers, selon le public visé : plateformes de partage de vidéos en ligne, réseaux sociaux, sites web dédiés, galleries et musées... sans que leur nature fictionnelle ne soit forcément annoncée d'emblée. En 2013, le projet 99¢ FUTURES piloté par le studio Extrapolation Factory a ainsi pu montrer qu'il était possible de susciter des débats et discussions en-dehors des arènes institutionnelles : le studio avait exposé ses artefacts dans les rayons d'un magasin, parmi des produits de consommations "réels", suscitant ainsi des discussions parmi les clients tombés sur ces fragments de futur.